# Brooklet
Brooklet és una població dels Estats Units a l'estat de Geòrgia. Segons el cens del 2000 tenia 1.113 habitants.

## Demografia
Segons el cens del 2000, Brooklet tenia 1.113 habitants, 422 habitatges, i 302 famílies. La densitat de població era de 140,4 habitants per km².
Dels 422 habitatges en un 33,4% hi vivien nens de menys de 18 anys, en un 59,5% hi vivien parelles casades, en un 11,8% dones solteres, i en un 28,2% no eren unitats familiars. En el 23,9% dels habitatges hi vivien persones soles el 10,9% de les quals corresponia a persones de 65 anys o més que vivien soles. El nombre mitjà de persones vivint en cada habitatge era de 2,64 i el nombre mitjà de persones que vivien en cada família era de 3,16.
Per edats la població es repartia de la següent manera: un 26,2% tenia menys de 18 anys, un 8,8% entre 18 i 24, un 28,2% entre 25 i 44, un 21,3% de 45 a 60 i un 15,5% 65 anys o més.
L'edat mediana era de 36 anys. Per cada 100 dones de 18 o més anys hi havia 83,7 homes.
La renda mediana per habitatge era de 34.438 $ i la renda mediana per família de 39.950 $. Els homes tenien una renda mediana de 30.972 $ mentre que les dones 21.667 $. La renda per capita de la població era de 16.793 $. Entorn del 6,9% de les famílies i el 10,7% de la població estaven per davall del llindar de pobresa.

## Poblacions més properes
El següent diagrama mostra les poblacions més properes.